# L-KO Kompany
La L-KO Kompany è stata una società di produzione cinematografica statunitense, fondata nel 1914 da Henry Lehrman, destinata alla produzione di farse cinematografiche agli albori del cinema muto.

## Storia
Quando Henry Lehrman lasciò la Keystone a seguito di attriti con Mack Sennett, fondò una sua società di produzione in 1914. Fece debuttare Billie Ritchie, un vecchio comico inglese della compagnia di Fred Karno, accanto a Charlie Chaplin e Stan Laurel nel primo film della L-KO, Love and Surgery. Nel 1915 scritturò artisti Keystone come Hank Mann, Alice Howell e Mack Swain, continuando la serie degli Ambrose con la L-KO.
Henry Lehrman lasciò la L-KO alla fine del 1916 per andare a dirigere il dipartimento delle commedie-farsa alla Fox Film Corporation, Sunshine Comedies. La L-KO venne affidata, per qualche mese, a John G. Blystone. Charley Chase (Charles Parrott) vi diresse qualche film nel 1918.
Lo studio cessò l'attività nel 1919, a seguito dell'influenza spagnola, e non riaprì più i battenti.

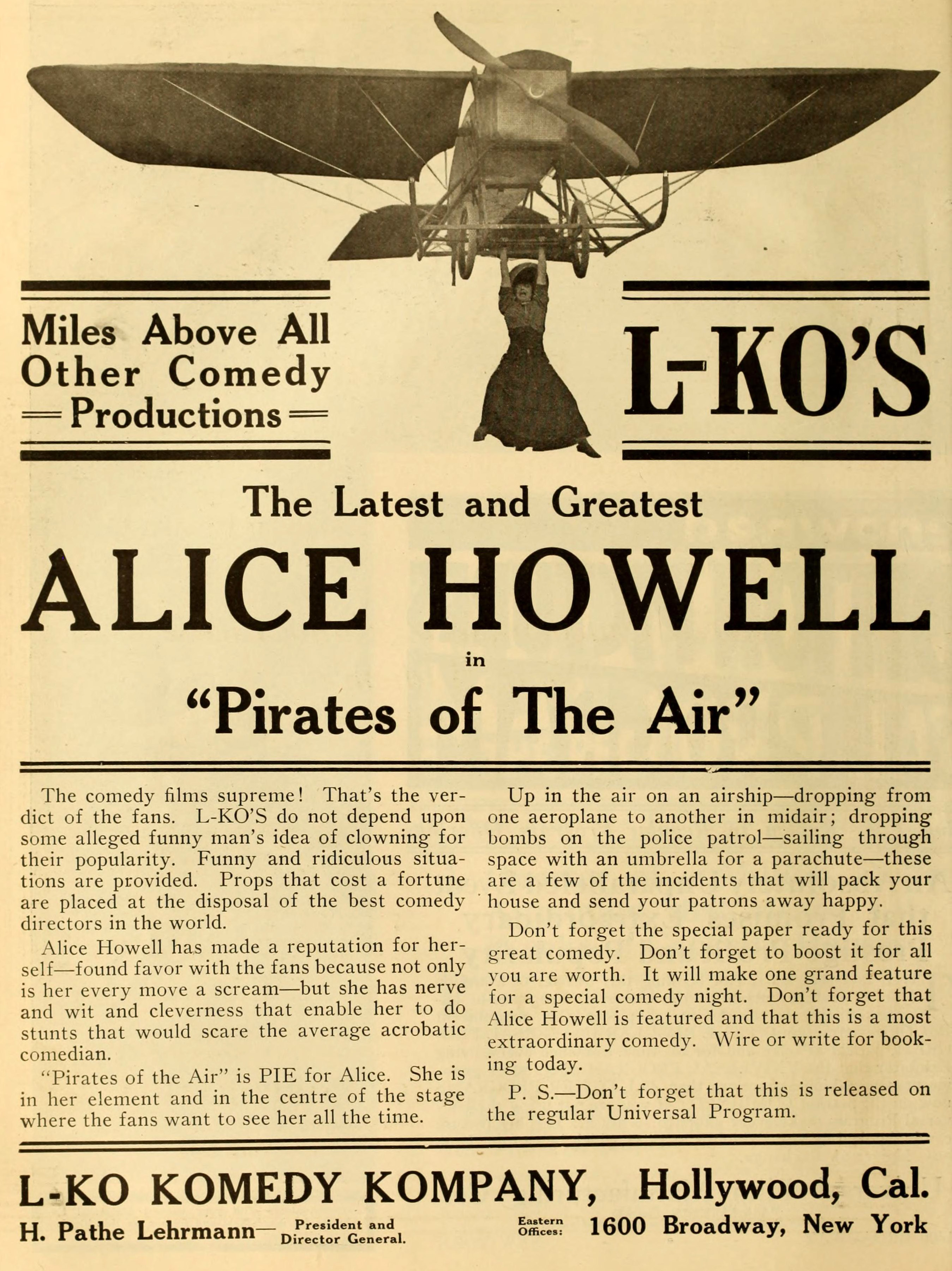
Pirates of the Air (1916)
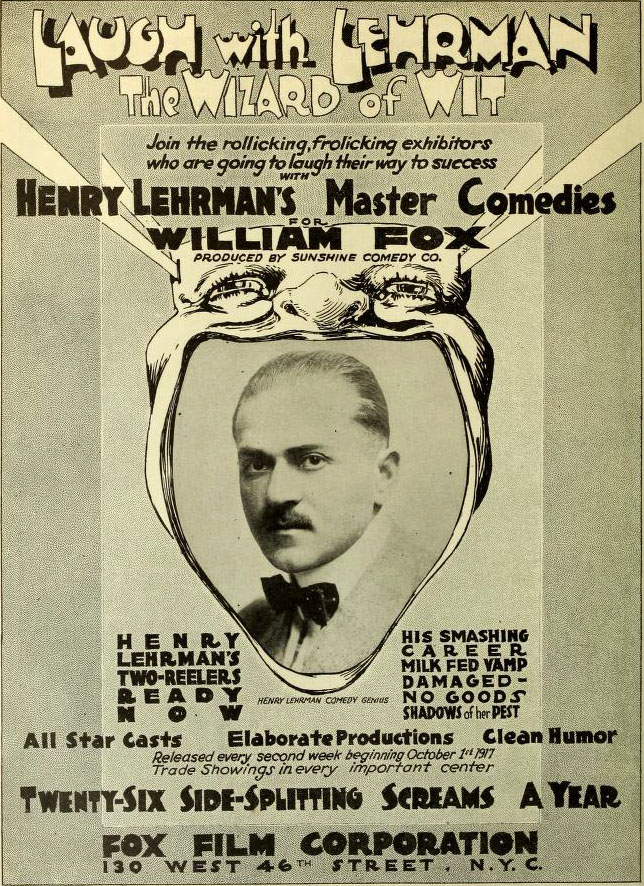
Pubblicità (1917)

## Film prodotti dalla L-KO Kompany

### Film prodotti nel 1914
- Love and Surgery di Henry Lehrman
- Partners in Crime di Henry Lehrman
- The Fatal Marriage (1914) di Henry Lehrman
- Lizzy's Escape (1914) di Henry Lehrman
- The Groom's Doom (???)
- The Blighted Spaniard (???)
- Fido's Dramatic Career (???)
- Adventures of Uncle (???)
- The Rural Demons (1914) di Henry Lehrman
- The Baron's Bear Escape (???)
- The Manicure Girl (1914)

### Film prodotti nel 1915
- Through a Knot Hole (???)
- Thou Shalt Not Flirt di Henry Lehrman
- Caught with the Goods (???)
- Every Inch a Hero di Henry Lehrman (???)
- The Death of Simon LaGree di Henry Lehrman
- After Her Millions di Henry Lehrman
- The Butcher's Bride (???)
- Zip and His Gang (???)
- Father Was a Loafer di Henry Lehrman
- All Aboard de Al Christie
- Peggy's Sweethearts (???)
- Almost a Scandal di Henry Lehrman
- Their Last Haul di John G. Blystone
- Fatty's Infatuation di Henry Lehrman
- The Avenging Dentist (???)
- Bill's New Pal (???)
- In and Out of Society di Harry Edwards
- Easy Money (???)
- Rough But Romantic di John G. Blystone
- Too Many Bachelors (???)
- A Change in Lovers di John G. Blystone
- Hearts and Flames di Harry Edwards
- The Fatal Note di Harry Edwards
- Under the Table di John G. Blystone
- Poor Policy di Harry Edwards
- Shaved in Mexico di John G. Blystone
- Father Was Neutral di Harry Edwards
- A Stool Pigeon's Revenge di John G. Blystone
- Love and Sour Notes di John G. Blystone
- Broken Hearts and Pledges di John G. Blystone
- Park Johnnies (???)
- Bill's Blighted Career (???)
- Blue Blood and Yellow Backs di Harry Gribbon
- A Dismantled Beauty (???)
- The Curse of Work (???)
- The Child Needs a Mother di John G. Blystone
- A Doomed Hero (???)
- The Curse of a Name di David Kirkland
- Life and Moving Pictures di Henry Lehrman
- In the Claw of the Law (???)
- Shot in a Bar Room (???)
- Hello, Bill! (???)
- Love on an Empty Stomach di Vin Moore
- A Tale of Twenty Stories di Vin Moore
- Mister Flirt in Wrong di Vin Moore
- A Game of Love (???)
- Gertie's Joy Ride di Henry Lehrman
- Vendetta in a Hospital (???)
- Silk Hose and High Pressure di Henry Lehrman
- Beach Birds di Hank Mann
- No Flirting Allowed (???)
- Scandal in the Family di Henry Lehrman
- Avenged by a Fish (???)
- Married on Credit (???)
- A Mortgage on His Daughter (???)
- A Bathhouse Tragedy di Edwin Frazee et Henry Lehrman
- Under New Management di Henry Lehrman
- Does Flirting Pay? (???)
- Room and Board: A Dollar and a Half di Henry Lehrman
- Poor But Dishonest (???)
- Tears and Sunshine di Henry Lehrman
- Father's First Murder (???)
- The Idle Rich (???)
- Her Ups and Downs (???)
- Cupid and the Scrub Lady (???)
- Disguised But Discovered (???)
- Ready for Reno di Craig Hutchinson
- Stolen Hearts and Nickels (???)
- Lizzie's Watery Grave (???)
- A Saphead's Revenge di Craig Hutchinson
- Sin on the Sabbath (???)
- Lizzie's Shattered Dreams (???)
- Blackmail in a Hospital di Craig Hutchinson
- The Doomed Groom (???)
- The Baron's Bear Trap (???)
- From Beanery to Billions (???)
- Greed and Gasoline (???)
- A Scandal at Sea di Craig Hutchinson

### Film prodotti nel 1916
- Pants and Petticoats (???)
- Billie's Reformation (???)
- Gertie's Busy Day (???)
- Flirtation a la Carte (???)
- Saving Susie from the Sea (???)
- Mr. McIdiot's Assassination di Craig Hutchinson
- Knocks and Opportunities (???)
- Cupid at the Polo Game (???)
- Sea Dogs and Land Rats (???)
- A September Mourning di Henry Lehrman
- Her Naughty Eyes (???)
- Firing the Butler, or The Butler's Fired (???)
- Elevating Father (???)
- Twenty Minutes at the Fair (???)
- Dad's Dollars and Dirty Doings (???)
- Blue Blood But Black Skin (???)
- Gertie's Awful Fix (???)
- False Friends and Fire Alarms (???)
- Live Wires and Love Sparks di Henry Lehrman
- Scars and Stripes Forever (???)
- A Friend, But a Star Boarder di Al Christie
- Caught on a Skyscraper di Vin Moore
- For the Love of Mike and Rosie (???)
- The Double's Troubles di John G. Blystone
- A Meeting for a Cheating (???)
- Little Billy's School Days (???)
- Bill's Narrow Escape (???)
- The Bankruptcy of Boggs and Schultz (???)
- Mr. Buddy Briggs, Burglar (???)
- The Great Smash di John G. Blystone
- Gertie's Gasoline Glide (???)
- A Busted Honeymoon di John G. Blystone
- Gamboling on the Green (???)
- Tough Luck on a Rough Sea (???)
- Billy's Waterloo (???)
- Phoney Teeth and False Friends (???)
- How Stars Are Made di John G. Blystone
- The Jailbird's Last Flight (???)
- Dirty Work in a Beanery (???)
- Pirates of the Air di John G. Blystone
- A Gambler's Gambol (???)
- Getting the Goods on Gertie (???)
- Ignatz's Icy Injury (???)
- A Bold, Bad Breeze (???)
- Spring Fever (???)
- Lizzie's Lingering Love di Henry Lehrman
- Where Is My Husband? (???)
- The Youngest in the Family (???)
- His Temper-Mental Mother-in-Law (???)
- A Double, Double Cross (???)
- Snoring in High C (???)
- The Right Car But the Wrong Berth di Vin Moore
- Crooked from the Start (???)
- Unhand Me, Villain! di John G. Blystone
- Tillie's Terrible Tumbles di John G. Blystone
- Cold Hearts and Hot Flames di John G. Blystone
- A Surgeon's Revenge (???)
- Safe in the Safe (???)
- Lured But Cured (???)
- Safety First (???)
- She Wanted a Ford (???)
- A Rural Romance (???)
- Terrors of a Turkish Bath (???)
- Alice in Society di John G. Blystone
- The Million Dollar Smash (???)
- Where Is My Wife? (???)
- Eat and Grow Hungry (???)
- Tattle-Tale Alice di John G. Blystone
- The High Diver's Curse (???)
- Murder by Mistake di Craig Hutchinson
- Shooting His 'Art Out di David Kirkland
- Phil's Busy Day (???)
- The Perils of a Plumber di Craig Hutchinson

### Film prodotti nel 1917
- On the Trail of the Lonesome Pill di Vin Moore
- A Limburger Cyclone di J.A. Howe
- Heart Sick at Sea (???)
- The Battle of 'Let's Go' di Craig Hutchinson
- Faking Fakirs di J.A. Howe
- That Dawgone Dog di Richard Smith
- Joys and Tears of China (???)
- Fearless Freddie in the Woolly West di Pat Sullivan
- The End of a Perfect Day (???)
- Brave Little Waldo (???)
- After the Balled-Up Ball di J.A. Howe
- Spike's Bizzy Bike di Craig Hutchinson
- Fatty's Feature Fillum di Fatty Voss
- Love on Crutches di John G. Blystone
- Summer Boarders di Craig Hutchinson
- Defective Detectives di Jay Hunt
- Dan's Dippy Doings (???)
- Nabbing a Noble di J.A. Howe
- Crooks and Crocodiles (???)
- Ring Rivals di Noel M. Smith
- Love and Blazes di Vin Moore
- Little Bo-Peep di Noel M. Smith et Richard Smith
- The Cabaret Scratch di Craig Hutchinson
- Scrambled Hearts (???)
- Tom's Tramping Troupe di J.A. Howe
- Good Little Bad Boy di Vin Moore
- Beach Nuts di Noel M. Smith
- Roped Into Scandal di Craig Hutchinson
- Dry Goods and Damp Deeds di Vin Moore
- Chicken Chased and Henpecked di Vin Moore
- Where Is My Che-ild? di Noel M. Smith
- Her Daring, Caring Ways di Vin Moore
- Bombs and Bandits di Vin Moore
- Hearts and Flour di Richard Smith
- Surf Scandal di Noel M. Smith
- The Sign of the Cucumber di Richard Smith
- Blackboards and Blackmail di Vin Moore
- The Little Fat Rascal di Vin Moore
- Rough Stuff di Noel M. Smith
- Street Cars and Carbuncles di Richard Smith
- Props, Drops and Flops di Noel M. Smith
- Backward Sons and Forward Daughters di Phil Dunham
- From Cactus to Kale di Noel M. Smith
- Prairie Chicken di Vin Moore
- Soapsuds and Sirens di Noel M. Smith
- High-Class Nonsense (???)
- Counting Out the Count di Phil Dunham
- A Nurse of an Aching Heart di Archie Mayo
- Vamping Reuben's Millions di Richard Smith
- Even as Him and Her di Phil Dunham
- Double Dukes di Archie Mayo et Richard Smith
- Hula, Hula Hughie di James D. Davis
- The Joy Riders di Frank Howard Clarket Phil Dunham
- The Kid Snatchers di Archie Mayo
- Hero for a Minute di Robert P. Kerr
- Deep Seas and Desperate Deeds di Vin Moore
- Bullets and Boneheads di Craig Hutchinson

### Film prodotti nel 1918
- Cannibals and Carnivals di Vin Moore
- Ambrose's Icy Love di Walter S. Fredericks
- Home Run Ambrose di Walter S. Fredericks
- The Torpedo Pirates di Noel M. Smith
- Ash-Can Alley di Richard Smith
- Barbarous Plots di James D. Davis
- The Donkey Did It di Vin Moore
- Pearls and Girls di James D. Davis
- Beaches and Peaches di Archie Mayo
- Ambrose, the Lion Hearted di Walter S. Fredericks
- A Flyer in Folly di Robert P. Kerr
- Ambrose and His Widow di Walter S. Fredericks
- Cooks and Crooks di James D. Davis
- Sherlock Ambrose di Walter S. Fredericks
- Gowns and Girls di James D. Davis
- Saved from a Vamp (???)
- A Rural Riot di James D. Davis
- Fathers, Sons, and Chorus Girls di James D. Davis
- Her Movie Madness di Robert P. Kerr
- Pretty Babies di James D. Davis
- Who's Zoo? di Craig Hutchinson con Stan Laurel
- The Merry Mermaids di James D. Davis
- The Blind Pig di James D. Davis
- Romance and Dynamite di James D. Davis
- Phoney Photos di Edwin Frazee con Stan Laurel
- The Belles of Liberty di James D. Davis
- A Clean Sweep (???)
- Fools and Fires di Craig Hutchinson
- Business Before Honesty di Charley Chase con Oliver Hardy
- Her Whirlwind Wedding di James D. Davis
- A Pullman Blunder di Craig Hutchinson
- Hello Trouble, regia di Lambert Hillyer (1932)
- Nuts and Noodles di James D. Davis
- Scars and Bars di Noel M. Smith
- Painless Love di Charley Chase con Oliver Hardy
- The King of the Kitchen di Frank Griffin con Oliver Hardy
- Rough on Husbands (???)
- Work or Fight di Craig Hutchinson

### Film prodotti nel 1919
- Klever Kiddies (1919) (???)
- Hop, the Bellhop di Charley Chase con Oliver Hardy
- Fools and Duels di Henry Lehrman
- Charlie, the Little Daredevil di Alfred J. Goulding
- It's a Bird (1919) (???)
- The Freckled Fish di Joseph Le Brandt con Oliver Hardy
- Charlie in Turkey di Alfred J. Goulding
- Lions and Ladies di Frank Griffin con Oliver Hardy
- A Rag Time Romance di Noel M. Smith
- Hearts in Hock di Charley Chase con Oliver Hardy
- Cymbelles and Boneheads di Noel M. Smith
- A Skate at Sea di Vin Moore
- A Movie Riot di Craig Hutchinson
- Let Fido Do It di Noel M. Smith
- Sambo's Wedding Day di Craig Hutchinson
- Good Night, Turk di James D. Davis
- In Bad All Around di William Watson
- His Wicked Eyes di Craig Hutchinson
- Call the Cops di Joseph Le Brandt
- All Jazzed Up di William Watson
- Nellie's Naughty Boarder (???)
- The Spotted Nag di James D. Davis
- A Pair of Deuces di Alfred J. Goulding
- Two Gun Trixie di Dan Russell
- Brown Eyes and Bank Notes di James D. Davis
- A Puppy Love Panic di James D. Davis
- Beauty and the Boob (???)
- Sirens of the Suds di William Watson
- Charlie, the Hero di Alfred J. Goulding
- A Roof Garden Rough House di James D. Davis
- An Oriental Romeo di Jess Robbins